# Robert W. Smith
 (mai 2017).
Si vous disposez d'ouvrages ou d'articles de référence ou si vous connaissez des sites web de qualité traitant du thème abordé ici, merci de compléter l'article en donnant les références utiles à sa vérifiabilité et en les liant à la section « Notes et références ».
Robert W. Smith, né en 1926 dans l'Iowa et mort en 2011 est un spécialiste américain des arts martiaux.
En collaboration avec Donn F. Draeger, il parcourt le monde en 1950 pour étudier des dizaines de systèmes d'arts martiaux. Cette recherche martiale devint un livre de référence Asian Fighting Arts. Officier des services secrets dans la CIA il devint conseiller de Richard Nixon. On lui doit la « redécouverte » du temple de Shaolin.